# Saint-Alban (Ain)
Pour les articles homonymes, voir Saint-Alban.
Saint-Alban est une commune française, située dans le département de l'Ain en région Auvergne-Rhône-Alpes.

## Géographie
La commune de Saint-Alban est composée de plusieurs hameaux et lieux-dits. Aucun d'entre eux ne porte le nom de « Saint-Alban » : 
- Bôches,
- Chamagnat (chef-lieu),
- Coiron,
- Le Mortaray.

### Climat
Pour des articles plus généraux, voir Climat d'Auvergne-Rhône-Alpes et Climat de l'Ain.
En 2010, le climat de la commune est de type climat de montagne, selon une étude du CNRS s'appuyant sur une série de données couvrant la période 1971-2000. En 2020, Météo-France publie une typologie des climats de la France métropolitaine dans laquelle la commune est exposée à un climat de montagne ou de marges de montagne et est dans la région climatique Jura, caractérisée par une forte pluviométrie en toutes saisons (1 000 à 1 500 mm/an), des hivers rigoureux et un ensoleillement médiocre.
Pour la période 1971-2000, la température annuelle moyenne est de 9,7 °C, avec une amplitude thermique annuelle de 16,5 °C. Le cumul annuel moyen de précipitations est de 1 401 mm, avec 11,5 jours de précipitations en janvier et 8,2 jours en juillet. Pour la période 1991-2020, la température moyenne annuelle observée sur la station météorologique de Météo-France la plus proche, « Vieu », sur la commune de Vieu-d'Izenave à 6 km à vol d'oiseau, est de 9,4 °C et le cumul annuel moyen de précipitations est de 1 610,3 mm,. Pour l'avenir, les paramètres climatiques de la commune estimés pour 2050 selon différents scénarios d'émission de gaz à effet de serre sont consultables sur un site dédié publié par Météo-France en novembre 2022.

## Urbanisme

### Typologie
Au 1er janvier 2024, Saint-Alban est catégorisée commune rurale à habitat dispersé, selon la nouvelle grille communale de densité à 7 niveaux définie par l'Insee en 2022.
Elle est située hors unité urbaine et hors attraction des villes,.

### Occupation des sols
L'occupation des sols de la commune, telle qu'elle ressort de la base de données européenne d’occupation biophysique des sols Corine Land Cover (CLC), est marquée par l'importance des forêts et milieux semi-naturels (52,7 % en 2018), en augmentation par rapport à 1990 (51,6 %). La répartition détaillée en 2018 est la suivante : 
forêts (52,7 %), zones agricoles hétérogènes (28,2 %), prairies (15,9 %), zones industrielles ou commerciales et réseaux de communication (3,2 %).
L'évolution de l’occupation des sols de la commune et de ses infrastructures peut être observée sur les différentes représentations cartographiques du territoire : la carte de Cassini (XVIIIe siècle), la carte d'état-major (1820-1866) et les cartes ou photos aériennes de l'IGN pour la période actuelle (1950 à aujourd'hui).

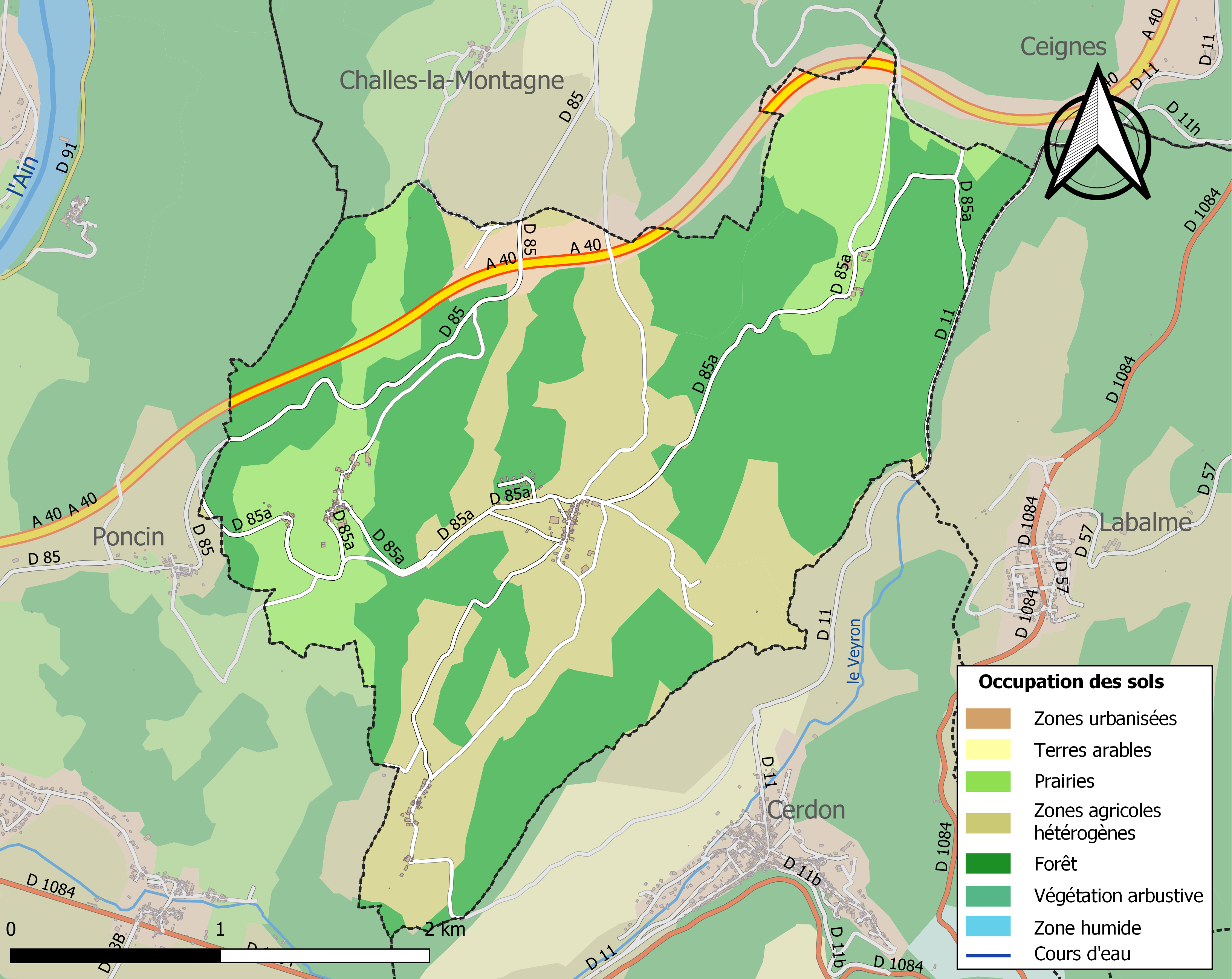
Carte des infrastructures et de l'occupation des sols de la commune en 2018 (CLC).

## Histoire
Pendant la Révolution française, Saint-Alban prend le nom révolutionnaire d'Alban-sur-Cerdon.

### Hameaux

#### Bôches
Fief (Bosches) avec château, en Bugey, inféodé, en 1335, par Humbert V de Thoire-Villars, sire de Thoire-Villars, à Pierre de La Balme, dit l'Escaillon, chevalier, qui lui en fit hommage le 7 août 1344.
Il resta dans sa famille jusqu'à Marguerite de La Balme, fille de Jean de La Balme, laquelle le porta en mariage à Pierre, bâtard de Groslée, et testa le 9 janvier 1437. Humbert de Groslée, vidame de Genève, son fils aîné, le laissa par testament, en 1507, à Claudine Pegieu, femme de Vincent de la Touvière, écuyer, dont les héritiers le vendirent, en 1532, à Louis de Bussy. Des de Bussy, Boches passa aux de Champdor.

## Politique et administration

### Découpage territorial
La commune de Saint-Alban est membre de la communauté de communes Rives de l'Ain - Pays du Cerdon, un établissement public de coopération intercommunale (EPCI) à fiscalité propre créé le 1er janvier 2012 dont le siège est à Jujurieux. Ce dernier est par ailleurs membre d'autres groupements intercommunaux.
Sur le plan administratif, elle est rattachée à l'arrondissement de Nantua, au département de l'Ain et à la région Auvergne-Rhône-Alpes. Sur le plan électoral, elle dépend du  canton de Pont-d'Ain pour l'élection des conseillers départementaux, depuis le redécoupage cantonal de 2014 entré en vigueur en 2015, et de la cinquième circonscription de l'Ain  pour les élections législatives, depuis le dernier découpage électoral de 2010.

### Administration municipale
| Période                                  | Période   | Identité           | Étiquette | Qualité |
| ---------------------------------------- | --------- | ------------------ | --------- | ------- |
| juin 1995                                | mars 2008 | Maryse L'Huillier  |           |         |
| mars 2008                                | En cours  | Béatrice De Vecchi | DVG       |         |
| Les données manquantes sont à compléter. |           |                    |           |         |

## Démographie
L'évolution du nombre d'habitants est connue à travers les recensements de la population effectués dans la commune depuis 1793. Pour les communes de moins de 10 000 habitants, une enquête de recensement portant sur toute la population est réalisée tous les cinq ans, les populations de référence des années intermédiaires étant quant à elles estimées par interpolation ou extrapolation. Pour la commune, le premier recensement exhaustif entrant dans le cadre du nouveau dispositif a été réalisé en 2005.
En 2022, la commune comptait 195 habitants, en évolution de +8,94 % par rapport à 2016 (Ain : +5,15 %, France hors Mayotte : +2,11 %).
| 1793 | 1800 | 1806 | 1821 | 1831 | 1836 | 1841 | 1846 | 1851 |
| ---- | ---- | ---- | ---- | ---- | ---- | ---- | ---- | ---- |
| 440  | 410  | 435  | 527  | 522  | 508  | 564  | 570  | 566  |

| 1856 | 1861 | 1866 | 1872 | 1876 | 1881 | 1886 | 1891 | 1896 |
| ---- | ---- | ---- | ---- | ---- | ---- | ---- | ---- | ---- |
| 493  | 470  | 446  | 440  | 408  | 387  | 404  | 348  | 331  |

| 1901 | 1906 | 1911 | 1921 | 1926 | 1931 | 1936 | 1946 | 1954 |
| ---- | ---- | ---- | ---- | ---- | ---- | ---- | ---- | ---- |
| 315  | 319  | 291  | 254  | 216  | 209  | 200  | 181  | 159  |

| 1962 | 1968 | 1975 | 1982 | 1990 | 1999 | 2005 | 2006 | 2010 |
| ---- | ---- | ---- | ---- | ---- | ---- | ---- | ---- | ---- |
| 144  | 138  | 114  | 119  | 122  | 133  | 172  | 175  | 163  |

| 2015 | 2020 | 2022 | - | - | - | - | - | - |
| ---- | ---- | ---- | - | - | - | - | - | - |
| 175  | 192  | 195  | - | - | - | - | - | - |

## Économie
La commune est située dans la zone d'appellation contrôlée Vin du Bugey-Cerdon. Elle fait également partie de celle du Comté.

## Culture et patrimoine

### Lieux et monuments

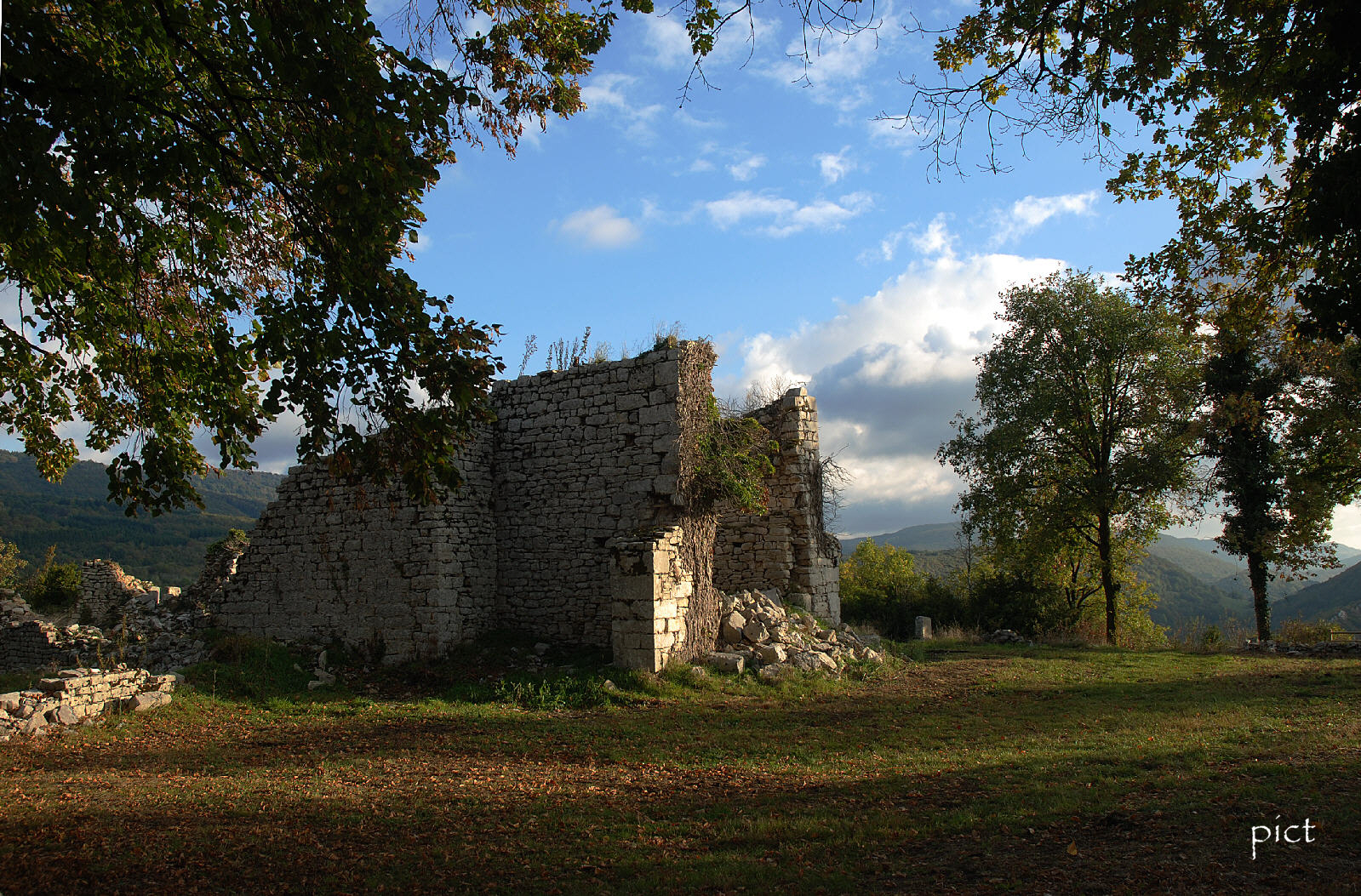
chapelle en ruines près de Saint-Alban.

- Ruines de l'ancienne église sur un rocher.
- Château féodal de Mortaray, restauré en ferme.
- Chapelle Notre-Dame-de-Confort.
- Ruines du château de Bôches

La maison forte est inféodée en 1335 par le sire de Thoire-Villars à Pierre de la Balme.
- Église Saint-Alban.